# "Hahnia" obliqua
"Hahnia" obliqua — маловідомий вид м'ясоїдних стовбурових ссавців (цинодонтів), що мешкав у верхньому тріасі в Європі. Він заснований на крихітних ізольованих зубах, і його спорідненість з іншими цинодонтами неясна. Родова назва недійсна, тому лапки. Ім'я Hahnia вже використовувалося для павука. Автори це знають і, безперечно, колись у майбутньому придумають нову назву.